# کاسل‌دیل (یوتا)
کاسل‌دیل (به انگلیسی: Castle Dale) شهری در ایالت یوتا کشور ایالات متحده آمریکا است که جمعیت آن در سرشماری سال ۲۰۱۰ میلادی، ۱٬۶۳۰ نفر بوده‌است.